# Мала Чєрна
Мала Чєрна (словац. Malá Čierna) — село, громада округу Жиліна, Жилінський край, регіон Раєцка Котліна. Кадастрова площа громади — 4,26 км².
Населення 343 особи (станом на 31 грудня 2017 року).

## Історія
Мала Чєрна згадується 1471 року.

## Населення
| Рік:            | 1994. | 2004.   | 2014.   | 2024.   |
| --------------- | ----- | ------- | ------- | ------- |
| Кількість осіб: | 307   | 333     | 366     | 335     |
| Різниця:        |       | +8,46 % | +9,90 % | -8,46 % |

| Рік:            | 2023. | 2024.   |
| --------------- | ----- | ------- |
| Кількість осіб: | 322   | 335     |
| Різниця:        |       | +4,03 % |